# Anastasija Zujeva
Anastasija Zujeva (ryska: Анастасия Валерьевна Зуева, Anastasija Zujeva), född 8 maj 1990 i Voskresensk i Moskva oblast, är en tävlingssimmare från Ryssland. I tävlingssammanhang används oftast den engelska stavningsformen Anastasia Zueva. Hon simmade bland annat för Ryssland under olympiska sommarspelen 2008.